# Guido Mancini (motociclista)
Guido Mancini (Pesaro, 1938 – Pesaro, 21 giugno 2024) è stato un pilota motociclistico italiano.

## Carriera
Fu vice campione italiano juniores nella classe 125 nel 1969 su MotoBi. Vinse il campionato italiano velocità nel 1977 su Iprem nella classe 50. Sempre su Iprem, nel 1979 vinse la gara inaugurale a Misano nel campionato Italiano, che chiuse al quarto posto.
Conclusa la carriera di pilota, avviò quella di costruttore e tecnico di moto da Gran Premio, lavorando nei campionati italiano, europeo e mondiale.
Nel 1988 costruì la 125 guidata da Loris Capirossi nel campionato italiano, chiamata Mancini TM. Nel 1992 fu capotecnico del team Scot Racing nel motomondiale, dove conquistò una vittoria nel GP di Germania con il pilota Bruno Casanova. Nel 1994 costruì la Sandroni, prototipo 125 motorizzato Rotax e portato in pista da Manolo Omarini e Valentino Rossi. Nel 2001 fu capo tecnico del team RCGM, vincendo il campionato europeo 125 con Andrea Dovizioso su Aprilia. Nel 2004, con lo stesso team, vinse il campionato europeo 125 con Michele Pirro. Nel 2006 fu responsabile del primo test su una moto da Grand Prix di Franco Morbidelli, all'epoca undicenne.

## Risultati nel motomondiale

### Classe 50
| 1973 | Classe | Moto     |    |    |  |    |    |  |  |  |    |  |    |    |  | Punti | Pos. |
| ---- | ------ | -------- | -- | -- |  | -- | -- |  |  |  | -- |  | -- | -- |  | ----- | ---- |
| 1973 | 50     | Ringhini | NE | NE |  | 15 | NE |  |  |  | NE |  | NE | 16 |  | 0     |      |

| 1976 | Classe | Moto |  |    |   |  |    |  |  |  |  |    |  |  |  | Punti | Pos. |
| ---- | ------ | ---- |  | -- | - |  | -- |  |  |  |  | -- |  |  |  | ----- | ---- |
| 1976 | 50     |      |  | NE | - |  | NE |  |  |  |  | NE |  |  |  | 0     |      |

| 1977 | Classe | Moto     |    |    |  |     |  |    |  |  |   |  |    |    |    | Punti | Pos. |
| ---- | ------ | -------- | -- | -- |  | --- |  | -- |  |  | - |  | -- | -- | -- | ----- | ---- |
| 1977 | 50     | Kreidler | NE | NE |  | Rit |  | NE |  |  | - |  | NE | NE | NE | 0     |      |

| 1978 | Classe | Moto  |    |  |    |    |     |  |  |    |    |    |  |  |  | Punti | Pos. |
| ---- | ------ | ----- | -- |  | -- | -- | --- |  |  | -- | -- | -- |  |  |  | ----- | ---- |
| 1978 | 50     | Iprem | NE |  | NE | NE | Rit |  |  | NE | NE | NE |  |  |  | 0     |      |

| 1979 | Classe | Moto     |    |    |  |     |  |     |  |  |    |    |    |    |  | Punti | Pos. |
| ---- | ------ | -------- | -- | -- |  | --- |  | --- |  |  | -- | -- | -- | -- |  | ----- | ---- |
| 1979 | 50     | Kreidler | NE | NE |  | Rit |  | Rit |  |  | NE | NE | NE | NE |  | 0     |      |

| 1980 | Classe | Moto           |    |  |    |  |  |  |    |    |    |  |  |  |  | Punti | Pos. |
| ---- | ------ | -------------- | -- |  | -- |  |  |  | -- | -- | -- |  |  |  |  | ----- | ---- |
| 1980 | 50     | UFO-Morbidelli | NQ |  | NE |  |  |  | NE | NE | NE |  |  |  |  | 0     |      |

| Legenda | 1º posto        | 2º posto            | 3º posto            | A punti      | Senza punti        | Grassetto – Pole position Corsivo – Giro più veloce |
| Legenda | Gara non valida | Non qual./Non part. | Ritirato/Non class. | Squalificato | '-' Dato non disp. | Grassetto – Pole position Corsivo – Giro più veloce |

### Classe 125
| 1973 | Classe | Moto     |   |  |  |     |  |  |  |  |  |  |  |  |  | Punti | Pos. |
| ---- | ------ | -------- | - |  |  | --- |  |  |  |  |  |  |  |  |  | ----- | ---- |
| 1973 | 125    | Ringhini | - |  |  | Rit |  |  |  |  |  |  |  |  |  | 0     |      |

| 1977 | Classe | Moto       |  |  |  |    |  |    |  |  |  |  |  |    |  | Punti | Pos. |
| ---- | ------ | ---------- |  |  |  | -- |  | -- |  |  |  |  |  | -- |  | ----- | ---- |
| 1977 | 125    | Morbidelli |  |  |  | 13 |  | 27 |  |  |  |  |  | NE |  | 0     |      |

| 1978 | Classe | Moto       |     |  |  |  |    |  |  |  |  |  |  |    |  | Punti | Pos. |
| ---- | ------ | ---------- | --- |  |  |  | -- |  |  |  |  |  |  | -- |  | ----- | ---- |
| 1978 | 125    | Morbidelli | Rit |  |  |  | NQ |  |  |  |  |  |  | NE |  | 0     |      |

| Legenda | 1º posto        | 2º posto            | 3º posto            | A punti      | Senza punti        | Grassetto – Pole position Corsivo – Giro più veloce |
| Legenda | Gara non valida | Non qual./Non part. | Ritirato/Non class. | Squalificato | '-' Dato non disp. | Grassetto – Pole position Corsivo – Giro più veloce |